# Edmund Palkovský
Edmund Palkovský (17. října 1858 Brušperk – 7. dubna 1930 Moravská Ostrava) byl český vlastenec, právník, podnikatel a činovník českých národních organizací na Ostravsku.

## Životopis
Narodil se a vyrůstal v Brušperku v rodině soukeníka. V roce 1878 maturoval na Slovanském gymnáziu v Olomouci. Po té se rozhodl pro studia práv v Praze. Jako advokátní koncipient působil v Přerově. Tam se mimo jiné seznámil s budoucím československým politikem Vavro Šrobárem, který v Přerově po vyloučení ze všech uherských gymnázií kvůli panslavistické agitaci dokončoval svá středoškolská studia a bydlel u Palkovského na bytě. V roce 1890 si jako první a po několik let jediný český advokát otevřel v Moravské Ostravě advokátní kancelář. Zapojil se do místního společenského života a vnesl do něj aktivnější postupy při ochraně českých národních zájmů. Byl činný v oblasti vzdělávání, kultury i hospodářství. Jeho iniciativou začala Matice ostravská zakládat z vlastních prostředků české školy, protože ani město ani stát nechtěly české školy financovat. Vyvrcholením těchto snah bylo založení první české střední školy – Matičního českého reálného gymnázia (od roku 1990 Matiční gymnázium) v roce 1897, i když nemělo ještě své vlastní prostory. Stavba budovy byla zahájena 5. září 1897 položením základního kamene v Matiční (tehdy Reinerově) ulici, při kterém Edmund Palkovský promluvil. Získal také pro novou školu jako ředitele profesora Adolfa Ručku, který pak vedl Matiční reálné gymnázium a později reálku do roku 1918. Edmund Palkovský byl od začátku svého působení v Matici ostravské členem výboru, jejím předsedou pak od roku 1901 do roku 1920. V jeho advokátní kanceláři sídlila i kancelář Matice a velkou část režie hradil ze svého. Byl to “muž vytrvalý, energický a nezištný”. Za jeho vedení se podařilo rozdělit gymnázium na reálné a klasické a v roce 1907 gymnázium zestátnit, takže aspoň částečně nebylo závislé na financích ostravských soukromých dobrodárců. Edmund Palkovský byl také předsedou místního odboru Ústřední matice školské. Po založení ostravského Sokola 13. dubna 1891, který vznikl i jeho přispěním, tj. pomocí při formulování stanov, byl zvolen jeho prvním starostou. Sokol se potýkal s nedostatkem prostor ke cvičení, ale nakonec si postavil v roce 1905 Sokolovnu v sousedství Národního domu.
Národní dům byl vybudován v letech 1893–94. Když se stavební družstvo poprvé sešlo na valné hromadě 24. dubna 1892, aby připravilo zahájení stavby, byl Edmund Palkovský jeho prozatímním předsedou. Inicioval pořádání sbírky na stavbu. Při slavnostním otevření a vysvěcení dokončené části Národního domu 2. prosince 1893, byl již předsedou řádným. Po oslavách slavnostního otevření celého objektu ve dnech 16. a 17. června 1894 mu byly jako předsedovi Spolku Národní dům předány klíče od Národního domu. V Národním domě se od počátku hrálo české divadlo, od roku 1954 v něm sídlí Divadlo Jiřího Myrona. Slavnostní (dříve Malý) sál této budovy byl u příležitosti oslav 100 let vzniku Československé republiky v roce 2018 pojmenován po Edmundu Palkovském, jako prvním z řady osobností ostravského kulturního života, jejichž jméno má sál vždy jeden rok nést.
V letech 1903 až 1907 byl Edmund Palkovský předsedou Moravského klubu – politického spolku existujícího od roku 1881 s cílem hájit zájmy a práva českých obyvatel Ostravska a posílit pozice Čechů v průmyslu, který byl v té době ovládán cizím kapitálem. Členové sympatizovali s politikou staročechů. V devadesátých letech založili týdeník Ostravice, “Týdenník ku hájení zájmů české národnosti na Ostravici”, který vycházel pět let od února 1893. Jeho prvním vydavatelem a majitelem do srpna 1893 byl Edmund Palkovský.
Edmund Palkovský, který byl od května 1896 zvoleným členem zřizovacího výboru stavby Českého akciového pivovaru, zastupoval českou stranu ve dva roky trvající právnické bitvě o pivovar, která skončila definitivním povolením v roce 1898. Stavba pivovaru na Fifejdách byla v té době již hotova. Na ustavující schůzi akciové společnosti Českého akciového pivovaru 24. března 1897 byl Palkovský zvolen do správní rady.
Edmund Palkovský přispěl v devadesátých letech k rozvoji Občanské záložny v Ostravě.
V roce 1914 inicioval Edmund Palkovský výstavbu dráhy Ostrava–Brušperk, přes Hrabovou a Novou Bělou. Získal koncesi na šestnáctikilometrovou trať s parním pohonem mezi Mariánskými Horami a Brušperkem. Před vypuknutím 1. světové války byla trať vytyčena, v Zábřehu a v Krmelíně rozestavěno nádraží, v Brušperku a Nové Bělé se začalo kopat. Stagnací za války bylo vše zničeno a po válce neměl Palkovský už dost peněz na výstavbu. Prodal koncesi Vítkovickému hornímu a hutnímu těžířstvu, a to vypracovalo nový projekt, který se stanicí v Brušperku nepočítal. Nakonec byla dráha postavena jen v délce 3,8 km a byla slavnostně zprovozněna 5. října 1930, půl roku po smrti E. Palkovského. Dráha, která byla později elektrifikována, se až do roku 1953 nazývala Místní dráha Mariánské Hory-Brušperk, ačkoliv se nedotkla ani jedné z těchto obcí. V roce 1931 byla po Edmundu Palkovském pojmenována ulice v Zábřehu, v blízkosti trasy již neexistující dráhy. Jeho jméno nese i tamní zastávka tramvaje. Palkovského ulice vedla původně od podjezdu pod železniční tratí k ulici Ruská, od 1963 má asi poloviční délku. Podle nekrologu v Lidových novinách se Edmund Palkovský přičinil o záchranu Zábřehu tím, že bylo zmařeno jeho sloučení s německými Vítkovicemi.
Manželé Palkovští žili po příchodu do Ostravy pět let v blízkosti novodobé ulice 28. října a Smetanova náměstí, od ledna 1895 pak v jednoposchoďovém domě číslo popisné 949, který si nechali vystavět na rohu Přívozské a Dvořákovy ulice (tehdy Cingl/Züngelgasse, později Střelniční ulice). Parcela č. 287 byla už mimo staré město, za tehdy již zbouranými hradbami. Jde o pseudorenesanční budovu s věžičkou v rohu domu a zdobením říms. Dům měl 5 bytů. Antonie a Edmund Palkovští se svými šesti dětmi obývali první poschodí, Edmund Palkovský tam měl taky svou advokátní kancelář.
Manželé Palkovští jako představitelé české společnosti v Ostravě hostili ve svém domě významné osobnosti českého politického a kulturního života. Z nejznámějších to byl politik František Ladislav Rieger, který navštívil Ostravu v červnu roku 1894 na cestě ze zemské výstavy ve Lvově a byl ubytován u Palkovských. V roce 1896 přispívá Rieger prostřednictvím Edmunda Palkovského 100 zlatých orientalistovi Aloisu Musilovi na studia v Palestině. Musil pobýval v letech 1891–1895 v Ostravě, kde pracoval jako katecheta a mezitím se připravoval na doktorát v Olomouci. Korespondence mezi Musilem a rodinou Palkovských se zachovala v Muzeu Vyškovska. Když Musil odjel do zahraničí, byl Edmund Palkovský jeho právním zástupcem. V roce 1903 navštívil Ostravu, do které jezdíval v 70. letech za svými rodiči, básník Jaroslav Vrchlický a poctil dům Palkovských v Přívozské ulici svou návštěvou. Při jednom z jeho přednáškových turné po Čechách a po Moravě přijali Palkovští ve svém domě cestovatele a spisovatele Enriqua Stanko Vráze. K přátelům rodiny patřil spisovatel a politik Ignát Hořica a jeho manželka, herečka Marie Hořicová-Laudová a Alois Lang, který zároveň bydlel v jejich domě.
V Ostravském archivu se uchovala korespondence Edmunda Palkovského např. s historikem Vincencem Praskem,  právníkem a politikem Albínem Bráfem nebo spisovatelem Vojtěchem Martínkem. Palkovský úzce spolupracoval nebo přišel do styku s mnoha dalšími osobnostmi, byli to např. Otakar Pražák, František Šromota, František Sokol-Tůma.